# Igny-Comblizy
Igny-Comblizy è un comune francese di 456 abitanti situato nel dipartimento della Marna nella regione del Grand Est.

## Società

### Evoluzione demografica
Abitanti censiti